# Lathrostizus macrostoma
Lathrostizus macrostoma là một loài tò vò trong họ Ichneumonidae.